# Wapienica (rzeka)
Wapienica – rzeka o długości 20,6 km w południowej Polsce, w dorzeczu Wisły. Spływa z północnych stoków pasma Klimczoka i Błatniej w Beskidzie Śląskim. Płynąc generalnie w kierunku północnym przecina Pogórze Śląskie, po czym już na terenie Kotliny Oświęcimskiej (mezoregion Dolina Górnej Wisły) uchodzi do Iłownicy jako jej prawobrzeżny dopływ.
Tworzą ją dwa potoki, łączące się w zbiorniku zaporowym Wielka Łąka (p. niżej): wschodni o nazwie Barbara, którego źródła znajdują się na północnych stokach góry Trzy Kopce, na wysokości 920–950 m n.p.m. oraz zachodni, o nazwie Wapienica (też: Błatnia), którego źródła leżą na północnych stokach grzbietu Błatnia – Stołów, na wysokości 880–920 m n.p.m. Płynie przez Wapienicę (zachodnia dzielnica Bielska-Białej), Stare Bielsko, Mazańcowice, Ligotę i Czechowice-Dziedzice, gdzie w rejonie linii kolejowej Trzebinia – Zebrzydowice uchodzi do Iłownicy. Średni spadek rzeki wynosi 22 m/km.
Źródliska potoku Barbara znajdują się w granicach rezerwatu przyrody Stok Szyndzielni. Górny bieg rzeki, po wylot doliny z obszaru górskiego, leży w granicach Zespołu przyrodniczo-krajobrazowego „Dolina Wapienicy” w Bielsku-Białej i Parku Krajobrazowego Beskidu Śląskiego.
Od 1895 r. wody Wapienicy, podobnie jak wody jej prawobrzeżnego dopływu, Żydowskiego Potoku, pobierane z pięciu ujęć, zasilały wybudowanym wodociągiem Bielsko. W 1932 r. w jej górnym biegu, w Dolinie Wapienicy, wybudowano zaporę. Zbiornik powstały w wyniku wybudowania zapory nosi nazwę Jezioro Wielka Łąka.
W zbiorniku żyją pstrągi, a poniżej zbiornika głowacze. Wędkować można od źródeł do rzeki Iłownica, dozwolone przynęty sztuczne zgodnie z regulaminem PZW Katowice.
W górnym biegu (do sztucznego zbiornika) rzeka prowadzi wody I klasy czystości. Poniżej oczyszczalni ścieków „Beskidiana” prowadzi wodę III klasy czystości.
Wapienica jest rzeką charakteryzującą się nagłymi przyborami, występującymi w wyniku nawalnych opadów nawiedzających często północne stoki Beskidu Śląskiego. W 1972 r. na stacji IMGW Podkępie, pomiędzy Ligotą a Czechowicami-Dziedzicami, zanotowano rekordowy poziom wody wynoszący 580 cm. Na początku czerwca 2024 r., w trakcie ulewnych deszczów, rekord ten został pobity: stan wód rzeki wzrósł w ciągu jednej doby z 229 do 595 cm, a przepływ wzrósł o 192 m³/s. Rzeka przerwała wały, dokonując rozległych zalań.

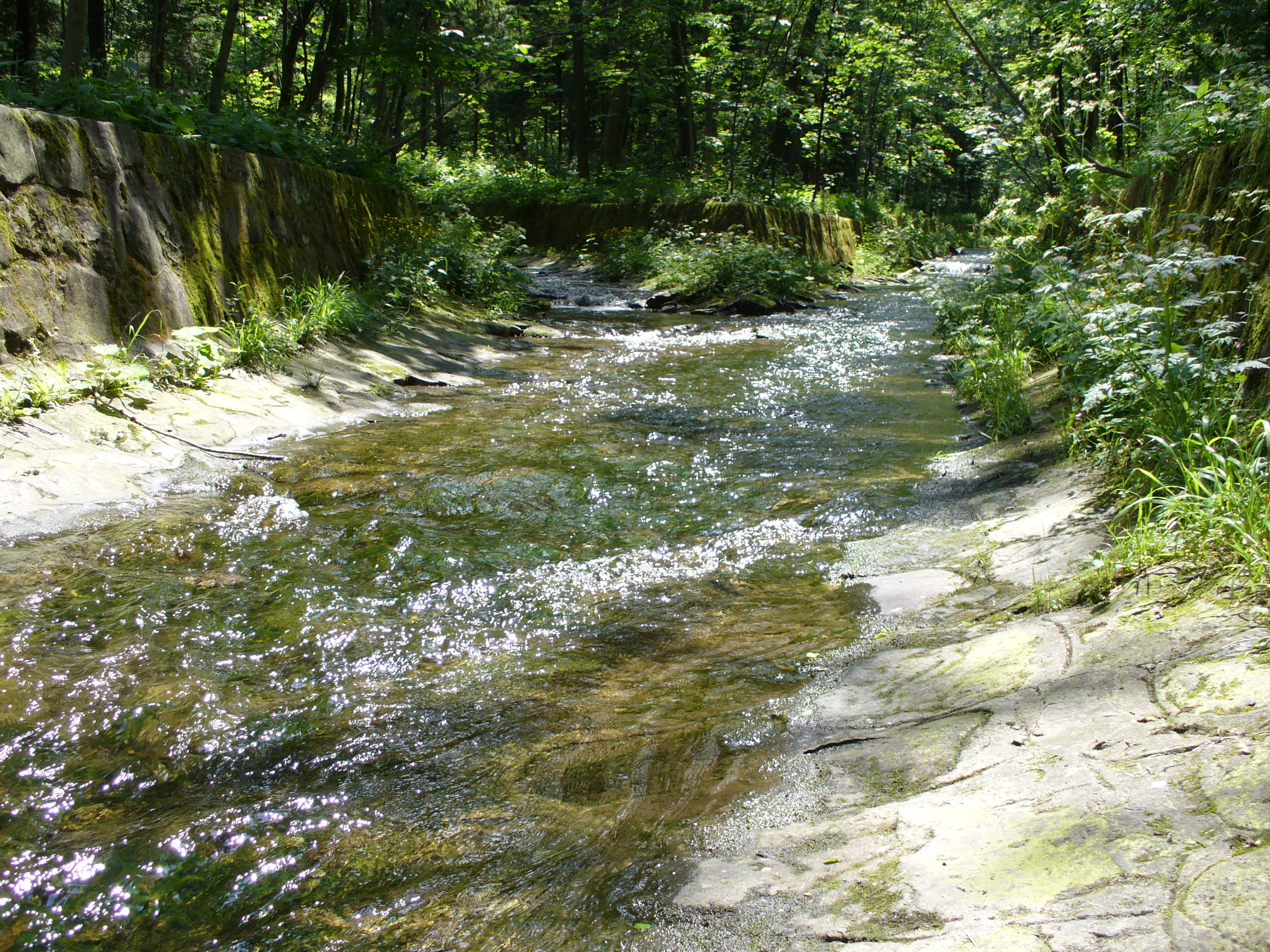
Żydowski Potok – prawy dopływ Wapienicy